# Mangifera austro-indica
Mangifera austro-indica este o specie de plante endemice ce cresc în India și fac parte din familia Anacardiaceae.